# Weinberg (Ramsberg)
Der Weinberg ist der 474 m ü. NHN hohe, teils bewaldete Hausberg Ramsbergs im Gebiet der Marktgemeinde Pleinfeld im mittelfränkischen Landkreis Weißenburg-Gunzenhausen (Bayern). In der Region gibt es weitere Erhebungen gleichen Namens.

## Geographie

### Lage

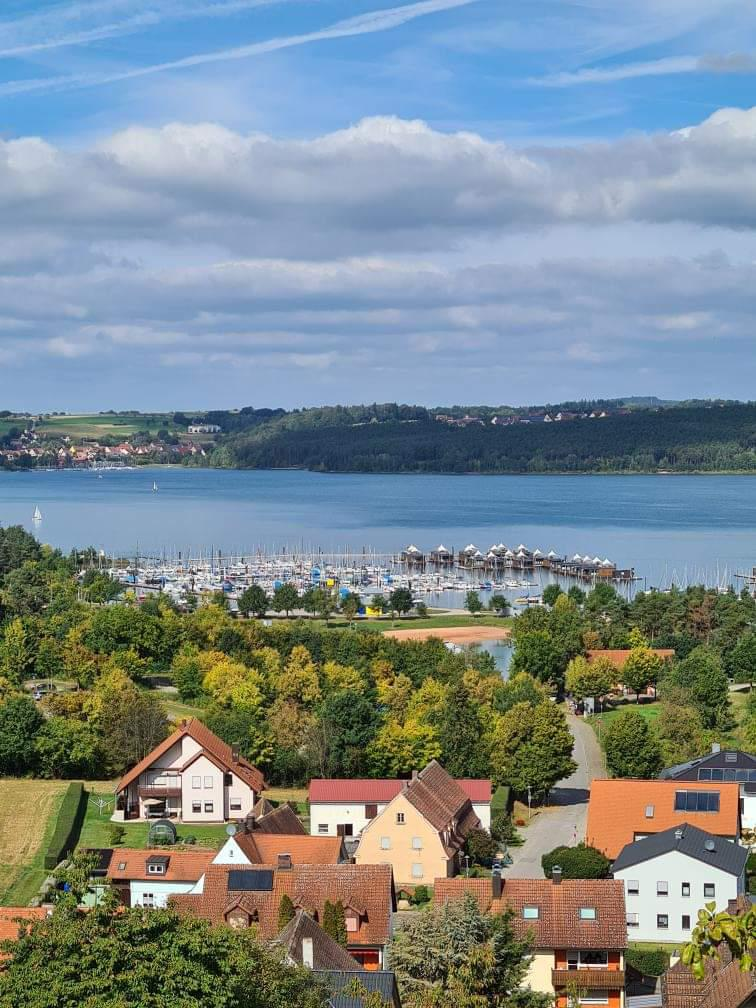
Blick vom Weinberg in Richtung Brombachsee

Der Weinberg liegt westlich von Pleinfeld und erhebt sich unmittelbar südlich des Großen Brombachsees. Der Ort Ramsberg liegt entlang der nördlichen und westlichen Hängen des Berges. Der Weinberg ist langgezogen in Ost-West-Richtung. Südlich des Berges fließt der Buxbach vorbei; die Bahnstrecke Gunzenhausen–Pleinfeld führt am Südfuß des Berges entlang. Auf dem Berg befinden sich die Jakobus-Kapelle und eine kleine Sternwarte. Östlich geht der Weinberg in die Schwarzleite über.

### Naturräumliche Zuordnung
Die Weinberg gehört in der naturräumlichen Haupteinheitengruppe Fränkisches Keuper-Lias-Land (Nr. 11), in der Haupteinheit Mittelfränkisches Becken (113) und in der Untereinheit Südliche Mittelfränkische Platten (113.3) zum Naturraum des südlichen Vorlandes des Spalter Hügellandes (mit Brombachgrund) (113.33).